# Rothenfluh
Rothenfluh es una comuna suiza del cantón de Basilea-Campiña, situada en el distrito de Sissach. Limita al norte con la comuna de Wegenstetten (AG), al este con Wittnau (SO), al sureste con Anwil, al sur con Oltingen y Wenslingen, al oeste con Ormalingen, y al noroeste con Hemmiken.